# جيمس كليفرلي
جيمس سبنسر كليفرلي (بالإنجليزية: James Cleverly) (مواليد 4 سبتمبر 1969 في لندن) سياسي بريطاني وضابط احتياطي بالجيش ينتمي لحزب المحافظين، يشغل منصب وزير الداخلية من تاريخ 13 نوفمر 2023 بعد اقالة وزيرة الداخلية السابقة سويلا برافرمان وكان يشغل منصب وزيرالخارجية وشؤون الكومنولث والتنمية في حكومتي ليز تراس ‏ وريشي سوناك منذ 6 سبتمبر 2022. شغل سابقاً منصب وزير التعليم من 7 يوليو إلى 6 سبتمبر 2022 ومنصب الأمين العام لحزب المحافظين ‏ إلى جانب بن إليوت من 24 يوليو 2019 إلى 13 فبراير 2020، وعضو في هيئة لندن التشريعية من 2008 إلى 2016. نائب في مجلس العموم ‏ عن برينتري منذ عام 2015.
دعا كليفرلي إلى التصويت على خروج بريطانيا في استفتاء بقاء المملكة المتحدة ضمن الاتحاد الأوروبي لعام 2016. في وزارة ماي الثانية، شغل منصب نائب رئيس حزب المحافظين من عام 2018 حتى عام 2019 والوكيل البرلماني لوزارة خروج الدولة من الاتحاد الأوروبي من أبريل إلى يوليو في عام 2019، عقب استقالة كريس هيتون هاريس . شغل منصب وزير خارجية بريطانيا منذ 6 سبتمبر 2022

## نشأته وتعليمه
وُلد كليفرلي في الرابع من سبتمبر من عام 1969 في لويشام، لندن لجيمس فيليب وإيفيلِن سونا كليفرلي. والده بريطاني كان يعمل مسّاحًا ووالدته من سيراليون وكانت تعمل قابلة. تلقى تعليمه في البداية في مدرستي ريفرستون وكولفيز، كلتاهما في لي، لندن. تدرب كليفرلي بعدها في الجيش لكن اختُصر تدريبه بسبب تعرضه لإصابة في الساق في عام 1989. تابع وتلقى درجة بكالوريوس في إدارة الضيافة من جامعة ثيماس فالي (جامعة غرب لندن الآن).
بعد تخرجه، عمل لصالح شركة النشر فيرنينخده نيدرلاندسه أيتخيفراين (الناشرون الهولنديون المتحدون) (في إن يو)، رُقي إلى مدير مبيعات دولي في عام 2002. بعد سنتين، انضم كليفرلي إلى دار نشر كريمسون بصفة رئيس قسم المبيعات. ثم تسلم منصب رئيس قسم وسائط الإعلام الرقمية لدار نشر كاسبيان في عام 2006. في العام التالي، ساعد في تأسيس شركة بوينت أند فاير للنشر عبر الإنترنت.

## خدمته العسكرية
في السادس من أكتوبر من عام 1991، كُلف كليفرلي بمهمة إلى المدفعية الملكية في الجيش الإقليمي، بصفة ملازم ثان (تحت الاختبار). في يناير من عام 1993، ثُبت تكليفه وأصبح ملازمًا ثانيًا فعليًا. رُقي إلى رتبة ملازم في السادس من أكتوبر من عام 1993، وإلى رتبة نقيب في يوم 26 مايو من عام 1995، وأصبح رائدًا في الأول من نوفمبر من عام 2003. حتى عام 2005، كان قائدًا لوحدة بطارية الصواريخ 266 من المدفعية الملكية (متطوعين). رُقي كليفرلي إلى رتبة مقدم في الأول من مارس من عام 2015.

## عمله في السياسة

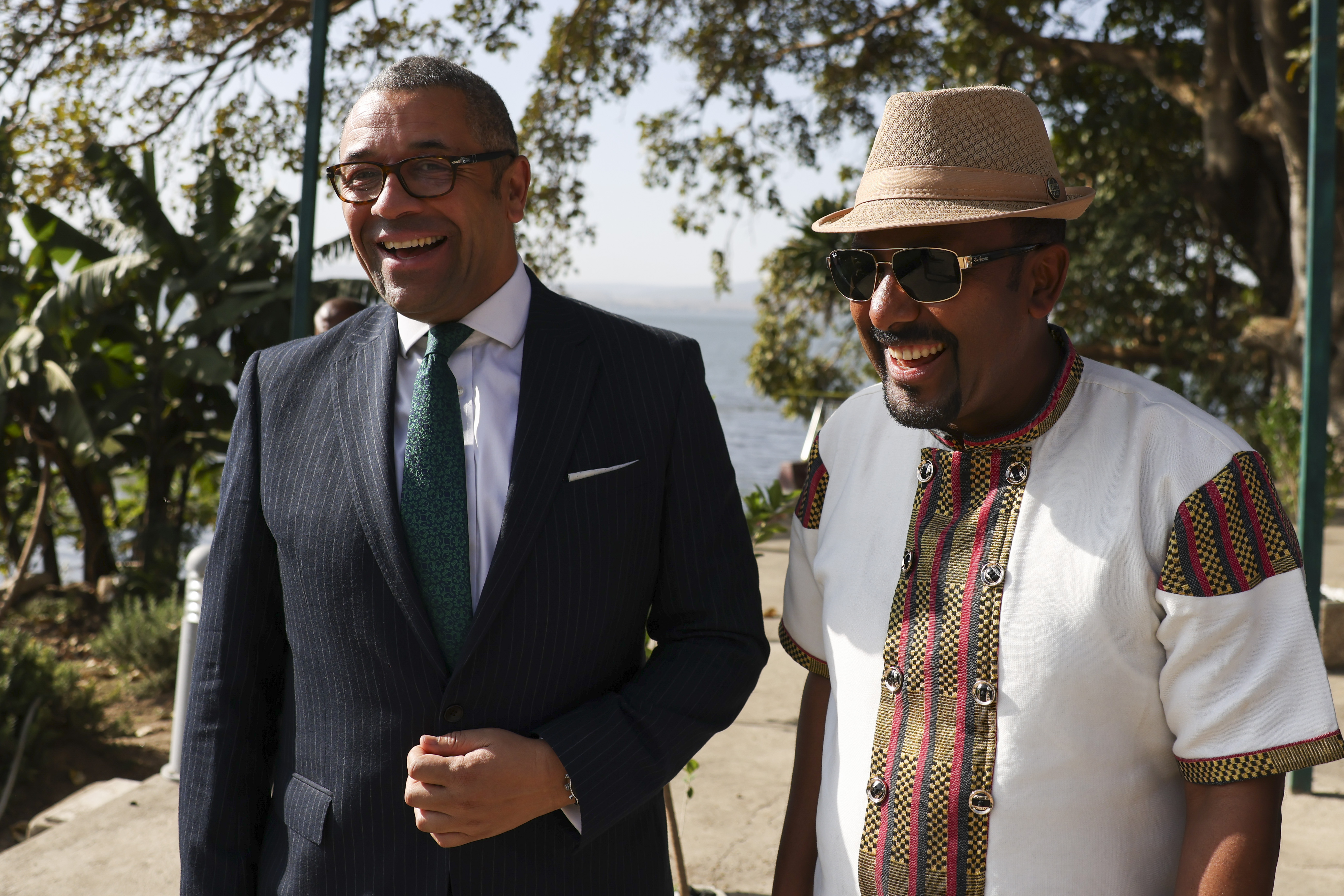
جيمس كليفرلي مع رئيس الوزراء الإثيوبي

### ترشحه الفاشل
شهد كليفرلي سابقًا عددًا من الانتخابات الفاشلة لمنطقة لويشام من لندن؛ من بينها انتخابات مجلس المنطقة لعام 2002، وانتخابات تكميلية لمجلس المنطقة في عام 2003، وانتخابات مقعد لويشام الشرقية في برلمان المملكة المتحدة في الانتخابات العامة لعام 2005 وبصفة مرشح المحافظين لمنصب العمدة المنتخب مباشرةً في عام 2006.

### هيئة لندن التشريعية
في مارس من عام 2007، اختير كليفرلي ليكون مرشح دائرة بكسلي وبروملي لهيئة لندن التشريعية في سباق اختيار شديد المنافسة. أُجريت انتخابات هيئة لندن التشريعية في الأول من مايو وجرى الإحصاء والإعلان في الثاني منه، حيث حصل على 105,162 صوت (52.6% من الأصوات) وأغلبية قدرها 75,237.[بحاجة لمصدر]
في يناير من عام 2009، عُين كليفرلي سفير شباب عمدة لندن، وهو منصب حديث الإنشاء اعتُبر بديلًا لمنصب نائب العمدة للشباب، وهو منصب تُرك شاغرًا بعد استقالة راي لويس. سبب إنشاء المنصب بعض الجدل، إذ إنه لم يُشغل عبر تعيين عمدة بل عبر عضو من الهيئة يتمثل دوره الرسمي في تحري العمدة. دوفع عن القرار بسبب الإقرار السابق الذي اقتضى تعيين كيت مالثوس نائب العمدة للشرطة.